# Ironbottom Sound

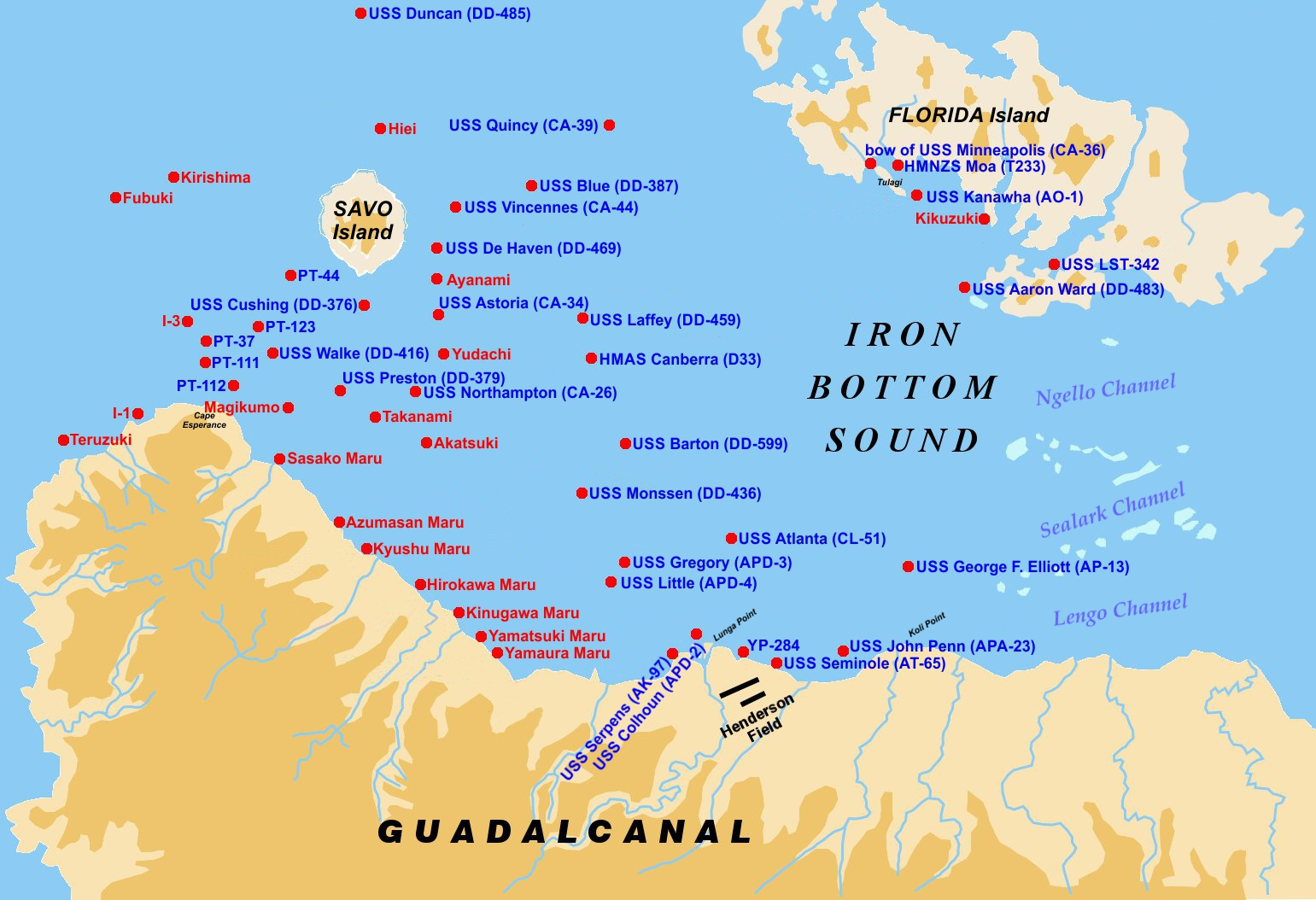
Mapa z najbardziej znanymi wrakami okrętów zatopionych w cieśninie (na czerwono – japońskie, na niebiesko – alianckie)

Ironbottom Sound, pl. Cieśnina Żelaznego Dna – nazwa nadana przez alianckich marynarzy cieśninie Nowa Georgia o szerokości około 20 mil morskich między wyspami Guadalcanal, Savo i Florida leżących w archipelagu Salomonów. W trakcie półrocznych walk podczas walk o Guadalcanal w 1942 roku, w cieśninie zatonęło około 50 jednostek pływających aliantów oraz Japonii, w tym okrętów, statków transportowych i lotniskowców.
Przed wojną nosiła nazwę cieśniny Sealark (ang. Sealark Sound).

## Bitwy toczone na terenie Cieśniny
- bitwa koło wyspy Savo 9 sierpnia 1942
- bitwa koło przylądka Ésperance 11 – 12 października 1942
- I bitwa pod Guadalcanalem 12 – 13 listopada 1942
- II bitwa pod Guadalcanalem 14 – 15 listopada 1942
- bitwa pod Tassafarongą 30 listopada 1942

## Zatopione okręty

### Japońskie
- „Akatsuki” niszczyciel
- „Ayanami” niszczyciel typu Fubuki
- „Fubuki” niszczyciel typu Fubuki
- „Furutaka” ciężki krążownik typu Furutaka
- „Hiei” pancernik typu Kongō
- „Hirokawa Maru” transportowiec wojska
- „Kasi Maru” transportowiec
- „Makigumo” niszczyciel typu Yugumo
- „Kinugawa Maru” transportowiec wojska
- „Kirishima” pancernik typu Kongō
- „Takanami” niszczyciel typu Yugumo
- „Teruzuki” niszczyciel typu Akizuki
- „Toa Maru” transportowiec wojska
- „Yudachi” niszczyciel typu Shiratsuyu

### Alianckie
- „Aaron Ward” niszczyciel typu Gleaves
- „Astoria” krążownik typu New Orleans
- „Atlanta” krążownik przeciwlotniczy typu Atlanta
- „Barton” niszczyciel typu Benson
- „Blue” niszczyciel typu Bagley
- „Canberra” australijski krążownik ciężki typu Kent
- „Colhoun” niszczyciel typu Wickes
- „Cushing” niszczyciel typu Mahan
- „De Haven” niszczyciel typu Fletcher
- „Duncan” niszczyciel typu Fletcher
- „George F. Elliot” transportowiec typu Heywood
- „Gregory” niszczyciel typu Wickes
- „Jarvis” niszczyciel typu Gridley
- „John Penn” transportowiec
- „Kanawha” tankowiec typu Kanawha / Cuyama
- „Laffey” niszczyciel typu Benson
- „Little” niszczyciel typu Wickes
- „Moa” nowozelandzka korweta typu Kiwi
- „Monssen”(inne języki) niszczyciel typu Gleaves
- „Northampton” krążownik typu Northampton
- „Preston” niszczyciel typu Mahan
- PT-37 kuter torpedowy (PT boat)
- PT-44 kuter torpedowy (PT boat)
- PT-111 kuter torpedowy (PT boat)
- PT-112 kuter torpedowy (PT boat)
- PT-123 kuter torpedowy (PT boat)
- „Quincy” krążownik typu New Orleans
- „Seminole” holownik oceaniczny typu Navajo
- „Serpens” (obsadzony przez United States Coast Guard statek typu Liberty)
- „Vincennes” krążownik typu New Orleans
- „Walke” niszczyciel typu Sims
- YP-284 okręt patrolowy